# Перцептивная готовность
Перцептивная готовность — феномен в когнитивной психологии, отражающий готовность использования определенных категорий, к которым будут отнесены воспринимаемые объекты. Готовность категорий определяется субъективной вероятностью возникновения определенного события, которая может зависеть от прошлого опыта человека, его мотивации или данной инструкции. Перцептивная готовность упрощает процесс перцепции, так как сокращает время восприятия и количество информации, требуемой для отнесения воспринимаемого объекта к категории, а также минимизирует степень неожиданности событий окружающей среды за счет приведения в соответствие доступности категорий с вероятностью событий внешнего мира.
Понятие перцептивной готовности было разработано Джеромом Брунером, создавшим теорию восприятия как процесса категоризации.

## Теория перцептивной готовности Дж. Брунера
По мнению Дж. Брунера, акт перцепции (восприятия) представляет собой процесс отнесения объекта к определенным категориям, формирующимся в процессе обучения. Воспринимая объекты, человек ежеминутно решает задачи, выполняя операцию умозаключения, то есть категоризации. При этом в самом процессе категоризации выделяются 4 стадии:
1. Первичная категоризация. Бессознательный процесс, в котором задействуются врожденные категории, такие как «свет», «звук», «движение», «объект».
2. Поиск признаков. Признаки, отличающие воспринимаемый объект от других, должны соответствовать категории. При этом часто признаки соответствую сразу нескольким категориям. Тогда решающую роль в принятие решения будет играть именно готовность категорий.
3. Подтверждающая проверка. После предварительной категоризации на предыдущем этапе поиск изменяется, направляясь теперь на признаки, которые могут подтвердить адекватность отнесения объекта к выбранной категории.
4. Завершение проверки. После категоризации объекта поиск признаков и релевантных категорий завершается. Открытость входа сенсорной информации снижается до минимума. В случае же ложной идентификации объекта пороги опознания поднимаются на несколько порядков выше.

## Механизмы, опосредующие готовность категорий
Брунер предложил выделять 4 механизма, опосредующих формирование и функционирование систем категорий: группировка и интеграция, упорядочение готовностей, установление соответствия и фильтрация.

### Группировка и интеграция
Категории являются классами событий, закодированных в мозге, следовательно, существует определенный нейронный механизм, который опосредует их формирование. По мнению Брунера, таким механизмом может быть что-то вроде «клеточных ансамблей» Д. Хебба — группы клеток, которые активируются  при каждом попадании организма в знакомую ситуацию и могут выступать в качестве материальных представительств категорий. При формировании этих «ансамблей», механизм интеграции должен учитывать также вероятностную структуру среды, что позволяет, таким образом, рассматривать процесс научения и освоения новых категорий как научение условным вероятностям.

### Упорядочение готовностей
Упорядочение готовностей управляет актами выбора и принятия решения о действии в ситуации существования «конкурирующих гипотез», то есть нескольких категорий или систем категорий, которые могут быть задействованы в данной ситуации. Благодаря упорядочению готовностей выбирается та система категорий, которая способствует реализации поведенческого акта, обеспечивающего максимум успеха и минимум неожиданности. Например, если человек услышит лай неподалеку, то скорее будет готов увидеть и воспринять собаку, а не верблюда.
В эксперименте Брунера и Минтурна было показано, что, предъявляя испытуемым знак «IЗ» с предварительным показом либо числового, либо ряда букв, он воспринимался либо как число «13», либо как буква «В». В зависимости от контекста, после которого предъявлялся знак, актуализировалась одна категория и притормаживалась другая.

### Установление (отбор) соответствия
В каждой категории имеется некий эталон, с которым сравнивается объект восприятия. При этом механизм установления соответствия не только оценивает, насколько входящие сигналы близки к «эталону», но и указывает, какие действия (увеличение чувствительности, уменьшение чувствительности, прекращение активности) следует предпринять при дальнейшем приеме информации. Таким образом, данный механизм реализует функцию трансформации входящих данных посредством проб и контроля.

### Фильтрация (блокировка «входов»)
Механизм фильтрации похож по функциям на механизм установления соответствия. Он регулирует степень открытости информационных каналов на различных уровнях нервной системы в зависимости от адекватности поступающих сигналов. Последняя в свою очередь определяется энергетическими характеристиками самого сигнала и командами, подающимися из центра и более низких уровней нервной системы.

## Негативные эффекты перцептивной готовности
При всех своих преимуществах готовность категорий может быть и источником ошибок восприятия, когда объект относится к неправильной категории из-за ее повышенной готовности. По мнению Брунера, есть два средства против подобных ошибок: переучивание неподтверждающихся ожиданий и «постоянно внимательный взгляд».
Кроме того, категории человека, сформировавшиеся как более «готовые» и вероятные в одной среде, могут оказаться несоответствующими при перенесении в другую среду. Так, в примере, приведенном Ф. Ч. Бартлеттом, африканец, оказавшись в Лондоне, ошибочно принимал поднятую руку полицейских, являвшуюся сигналом к остановке движения транспорта, за жест дружелюбия.
Тот же эффект проявляется у людей, изучающих иностранный язык. Зачастую, несмотря на хорошее владение структурой языка, его лексикой и морфемами, человек всё равно сохраняет привычный ему акцент и проще понимает людей, говорящих с таким же акцентом, из-за сохранности и большей готовности фонетических категорий своего родного языка.
Перцептивная готовность может также опосредовать имплицитное социальное познание, порождая не всегда справедливые установки и стереотипы при восприятии других людей.
Наконец, у человека может произойти неадекватное упорядочивание категорий вследствие наложения на вероятностное освоение среды желаний и страхов. Некоторые люди готовы больше ожидать и потому быстрее воспринимать наименее желаемое событие среди множества ожидаемых событий, а другие, наоборот, — наиболее желаемое.